# TB 30 厄普西隆教練機
厄普西隆教練機（英語：Epsilon）是一款法國研製的初級教練機。其命名源自於希臘語：。

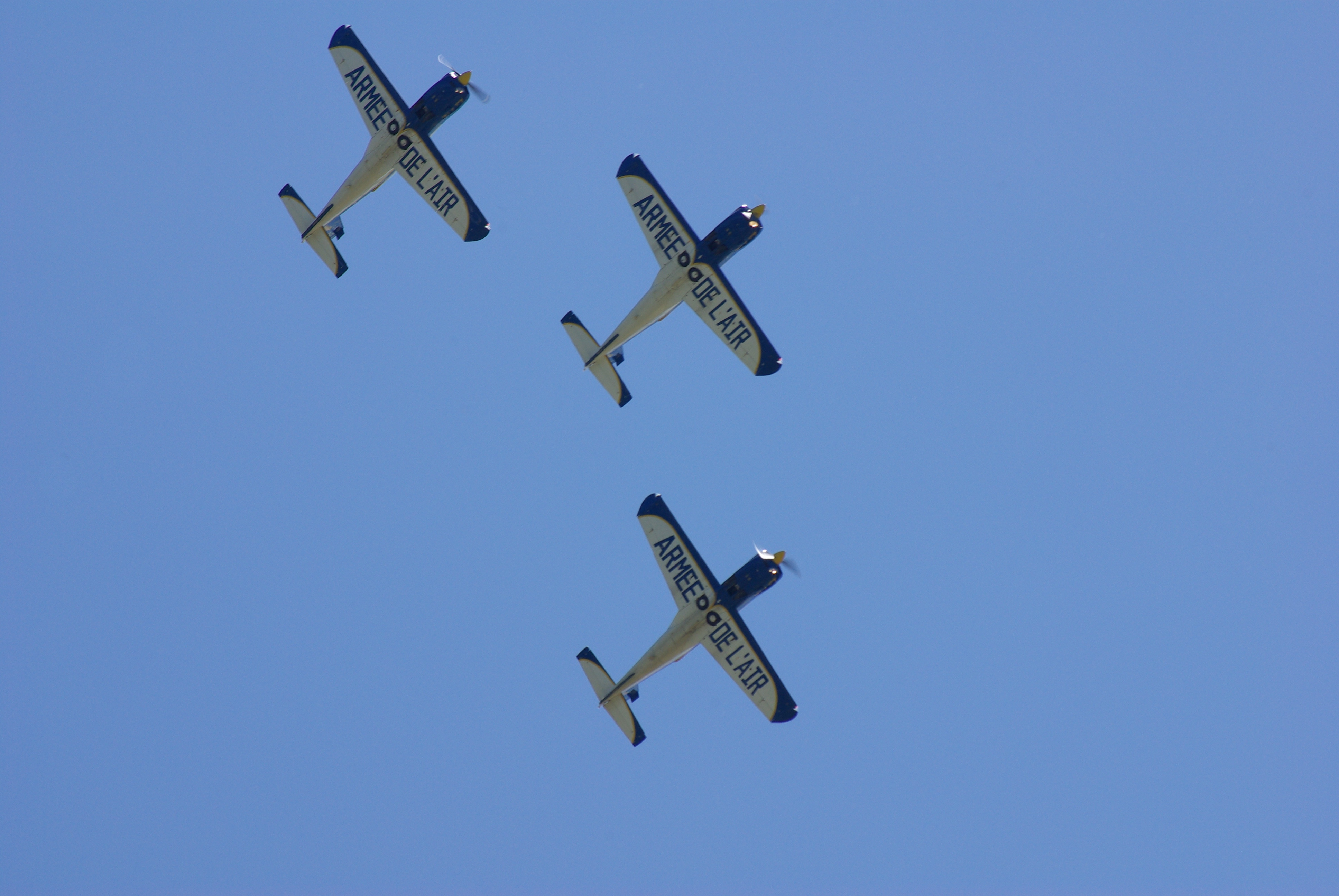

## 發展
1978年，為了替換日益老舊的富加教師教練機，法國空軍發佈了一份新的初級教練機合同。1979年達荷-索卡達飛機製造公司以TB 10 Tobago為底而開發的TB 300雀屏中選。因試飛時發現操作性能不佳，又送回修改，包括尾翼、腹側板等。修改後，成功符合法國空軍的要求，並於1983年成功取得訂單，進入量產。
1984年，多哥採購3架武裝版本，並於1986年交貨(後來亦有補給1架以替代墜毀的事故機)。1987年，葡萄牙訂購18架，並於本土組裝完成

## 型號
- TB 30 Epsilon:基本款
- TB 31 Oméga: 配備Turbomeca TP 319 Arrius（英语：Turbomeca Arrius）渦輪螺旋槳發動機的版本，原本想作為TB 30的升級款服役，但被法國軍方拒絕，只有1架

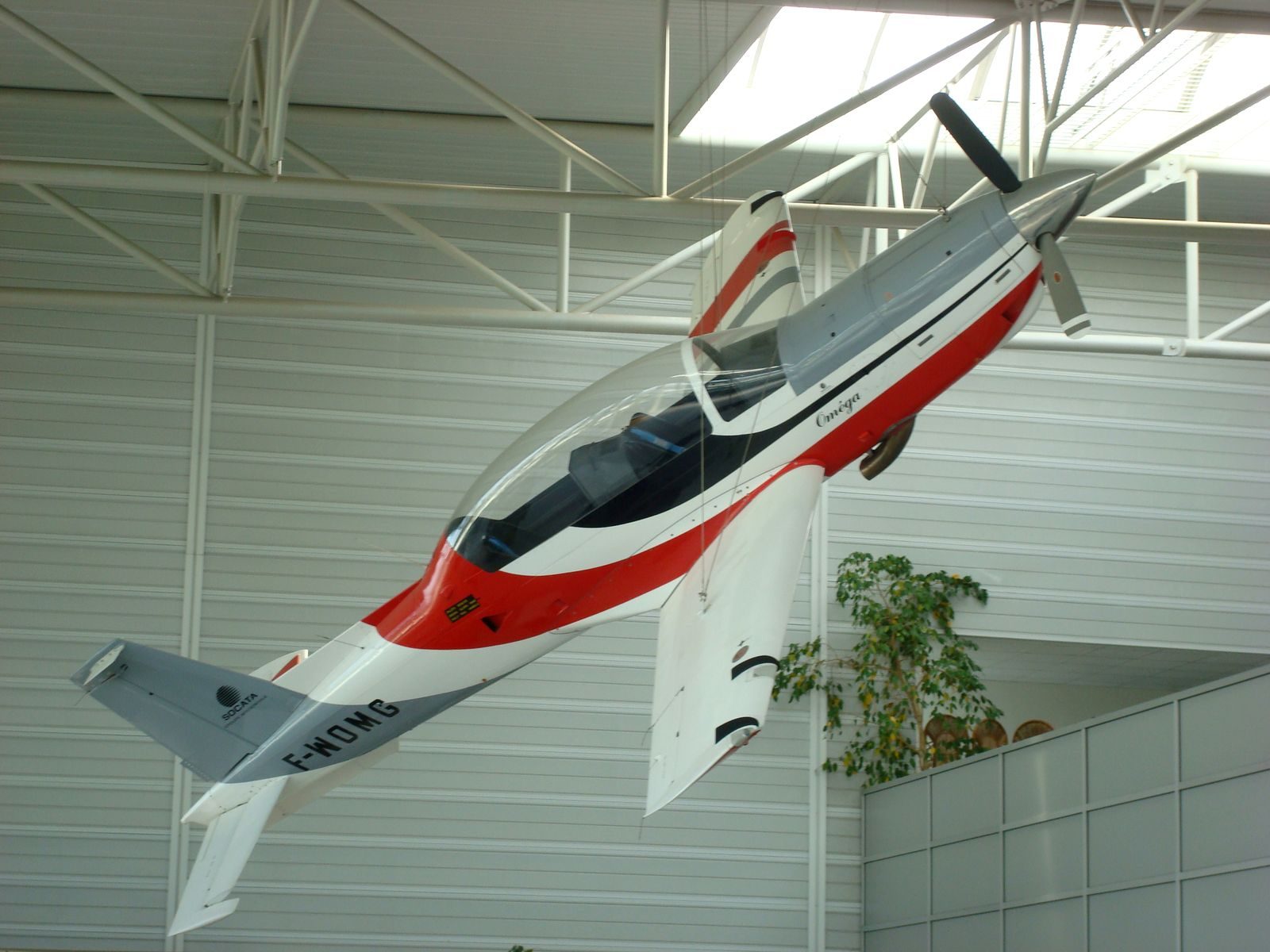
展示中的TB 31 Oméga

## 服役國家

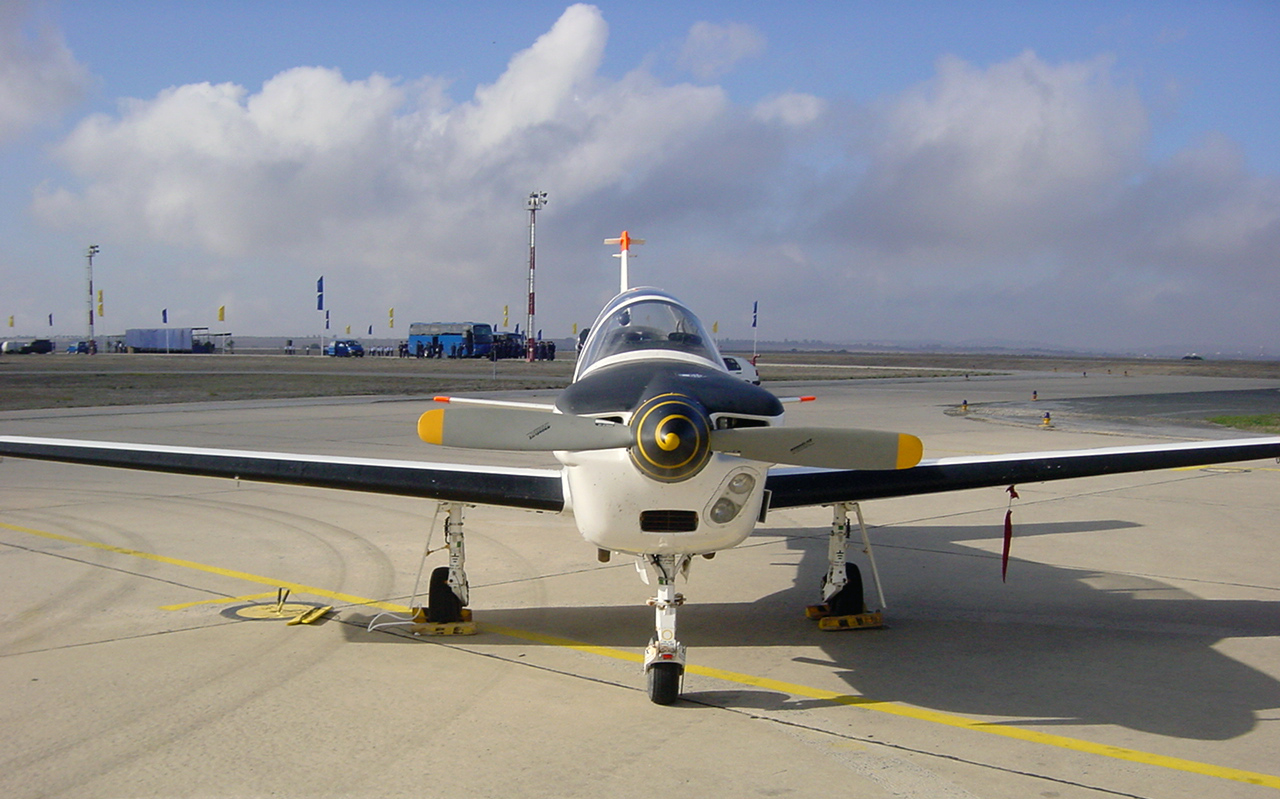

### 服役中
- 葡萄牙
- 塞内加尔
- 多哥

### 已退役
- 法國